# Aco Šopov
Aco Šopov, né le 20 décembre 1923 à Štip et mort le 20 avril 1982 à Skopje, est considéré comme l’un des poètes les plus éminents de l’Europe du Sud-Est, au XXe siècle. Poète, traducteur, éditeur et diplomate, il est l'auteur du premier livre paru en langue macédonienne à l’issue de la Seconde Guerre mondiale (Poèmes, 1944). Aco Šopov est également le premier auteur macédonien traduit en slovène, l'une des trois langues de l’ancienne Yougoslavie. Durant sa vie, il a publié une quinzaine de recueils de poésie en macédonien et autant en langues étrangères, ainsi qu’une dizaine de livres de poèmes choisis. Le nombre de choix de ses poésies en macédonien et en langues étrangères ne cesse d'augmenter depuis sa mort, en 1982. Il a traduit Pierre Corneille, Edmond Rostand et Léopold Sédar Senghor, pour ne citer que les auteurs de langue française qu’il a fait découvrir au lectorat macédonien.

## Biographie

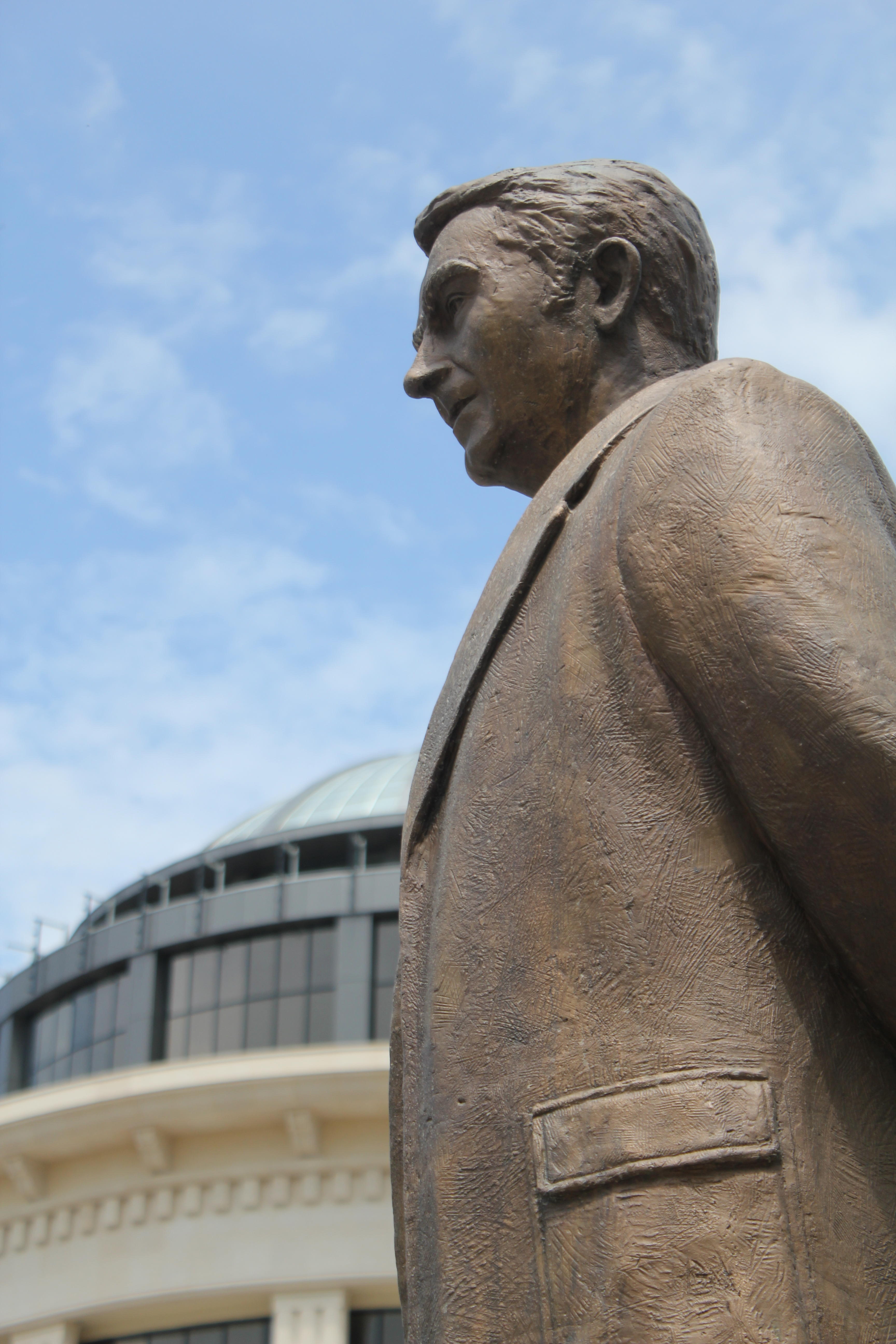
Monument d'Aco Šopov, sur le Pont des arts à Skopje (Macédoine du Nord).

Né le 20 décembre 1923, à Štip (dans l’Est de l'actuelle Macédoine du Nord), Aco Šopov (lire: Atso Chopov) a grandi dans sa ville natale, avec ses deux frères Dimitar (1920-1972) et Borislav (1927-1996), son père Gjorgji Zafirov-Šopov (1893-1944) et sa mère Kostadinka Ruseva (1897-1942), à laquelle il doit son amour et son talent pour la poésie.
« Monstre à cent têtes » comme il l’appelle à la fin de sa vie, cette enfance est marquée par la maladie de sa mère, paralysée dès 1934. À peine âgé de onze ans, il s’occupe seul d’elle et de son frère cadet, l’aîné ayant été envoyé au Séminaire de Prizren et le père, presque toujours absent. Le spectre de la maladie incurable et de la mort, l’angoisse, la tristesse et la solitude imprègnent dès lors toute sa poésie, depuis ses premiers poèmes écrits sur un cahier d’écolier à l’âge de quatorze ans, jusqu’aux derniers.
Il vient d’avoir vingt ans, lorsqu’il perd sur le champ de bataille son aimée, Vera Jocić, proclamée héroïne nationale à l’issue de la Seconde Guerre mondiale. Il lui dédie le poème « Tes yeux », qu’aujourd’hui encore les jeunes lycéens en Macédoine citent spontanément dans les cafés ou dans les rues.
Dès ses premiers poèmes écrits dans le maquis, Aco Šopov rompt avec les conventions poétiques en vogue, écrivant des poèmes d’amour en pleine guerre. Plus tard, il attaque ouvertement les impératifs du réalisme socialiste, ce qui lui vaut d’être fustigé par la critique littéraire officielle au début des années 1950, mais aussi d’être reconnu unanimement une décennie plus tard. La parution de ses recueils Stihovi za makata i radosta (Du malheur et du bonheur), en 1952, et Slej se so tišinata (Confondu sans le silence), en 1955, provoquent une véritable "querelle des anciens et des modernes" qui divise la Société des écrivains de Macédoine en deux camps adverses.
Philosophe de formation, mais écrivant exclusivement de la poésie, Aco Šopov est toujours resté fidèle à ses idées, traçant ainsi sa propre voie littéraire, sans pour autant entrer dans la dissidence. « La plus grande difficulté et la plus grande responsabilité morale du poète », déclare-t-il dans une interview, « est de trouver les mots justes pour les contenus et les idées qu’il veut exprimer de manière authentique et inimitable. S’il n’y parvient pas, le poème se désarticule, le mot se transforme en mensonge ».
Depuis son premier recueil, Poèmes, qui est en même temps le tout premier livre paru en langue macédonienne à l’issue de la Seconde Guerre mondiale, en 1944, jusqu’au dernier, Arbre sur la colline, publié en 1980, deux ans avant sa mort, Aco Šopov bâtit les fondations et édifie une poésie résolument moderne, qui prend appui sur le sol natal dans la seule ambition de l’inscrire dans le cadastre du monde. Son œuvre réunit dans une même expérience intime, le vécu du poète, le sort de son pays et le destin commun de l’humanité.
En 1967, Šopov est devenu l’un des membres fondateurs de l’Académie macédonienne des sciences et des arts. Trois ans plus tard, il a reçu le Prix AVNOJ, la plus haute distinction yougoslave dans le domaine des sciences et des arts.
Aco Šopov est le premier président du Festival international de poésie Soirées poétiques de Struga, dont il est l'un des fondateurs. Il préside à plusieurs reprises la Société des écrivains de la Macédoine, ainsi que la Fédération des écrivains yougoslaves et la Fédération des traducteurs littéraires yougoslaves.

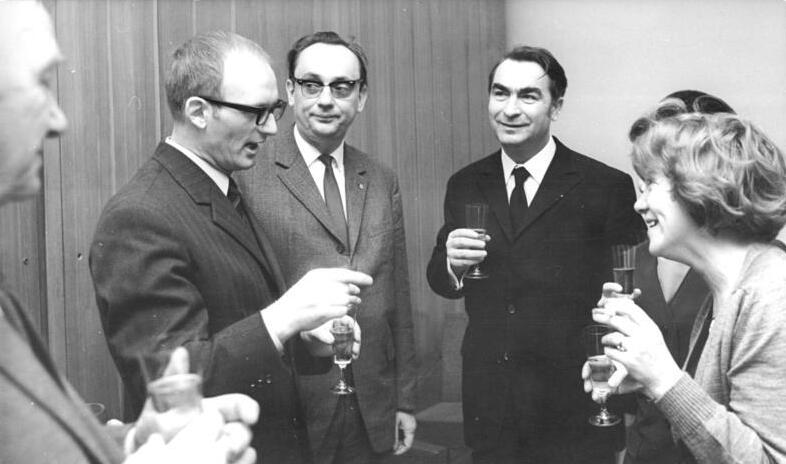
Aco Šopov, président de la Fédération des écrivains yougoslaves (2e à gauche), le 12.2.1970 à Berlin.

Après de longues années passées dans le monde du journalisme et de l’édition, Aco Šopov est nommé ambassadeur de Yougoslavie au Sénégal, en 1971. Ce pays qui inspire Poème pour la femme noire, livre qui reçoit le Prix Frères Miladinov aux Soirées poétiques de Struga de 1976. Ce festival international annuel se tient au sud de la Macédoine a été fondé une quinzaine d’années plus tôt par Šopov lui-même avec quelques-uns de ses confrères.
De retour du Sénégal en 1975, Aco Šopov est nommé président de la Commission pour les relations culturelles avec l’étranger de la République de Macédoine. Mais, à peine trois ans plus tard, la maladie, tant pressentie dans ses poèmes, l’oblige à se retirer de la vie active.
À la suite d’une longue maladie, il meurt le 20 avril 1982, à Skopje.

## Livres en français

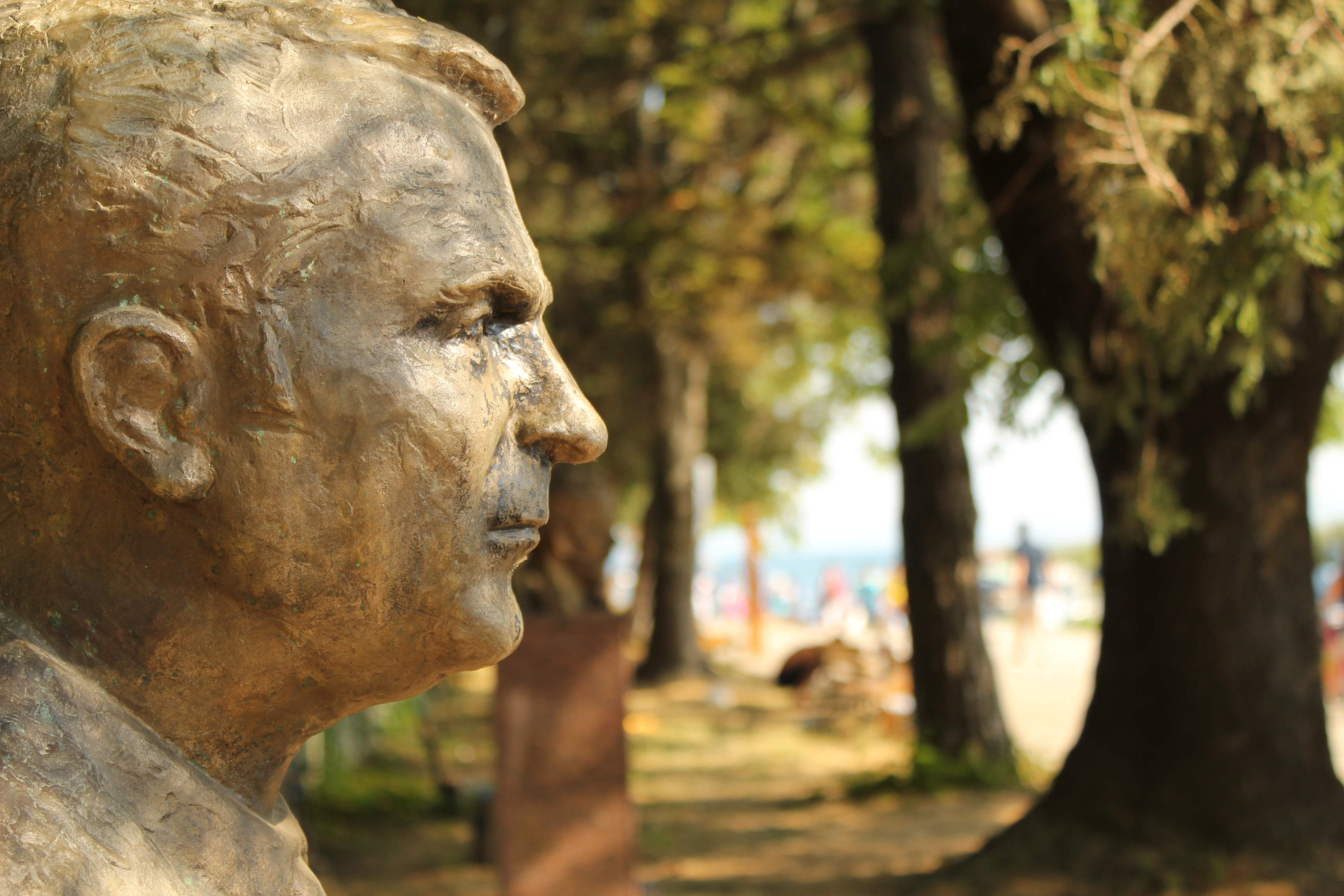
Buste d'Aco Šopov à Struga dans l'Allée des poètes.

- En chasse de ma voix, choix et adaptation Djurdja Sinko-Depierris, Jean-Louis Depierris.- Paris : Éditions Saint-Germain-des-Prés, 1978.- 60 p.
- Anthologie personnelle, poésie traduite du macédonien par Jasmina Šopova, introduction d’Ante Popovski, adaptation et postface d’Edouard J. Maunick.- [Paris] : Actes Sud / Éditions Unesco, 1994.- 143 p.
- Stigmate, choix de la poésie : Jasmina Šopovaa.- Skopje: Matica makedonska, 2001.- 253 p. (macédonien -français)
- Senghor-Šopov : Parallèles, choix de la poésie :Jasmina Šopova, introductions par Jasmina Šopova, Sall Hamidou, Lazarov Risto. Illustrations: Sanev Hristijan.- Skopje: Sigmapres, 2006.- 206 p. (étude comparative de la création poétique de Léopold Sédar Senghor et d'Aco Šopov et choix de leurs poésies, en macédonien et en français)
- Naissance de la parole, traduit du macédonien par Jasmina Šopova et Edouard J. Maunick.- Struga : Soirées poétiques de Struga, 2010.- 92 p. (français - allemand)
- Soleil noir, préface par Jasmina Šopova.- Differdange: Éditions PHI, 2012.- 121 p. (français - allemand)

## Livres traduits
- Zlij se s tišino. Prepev Ivan Minati. Ljubljana : Državna založba Slovenije, 1957. 72 str.
- Örök várakozó. Foditotta: Fehér Ferenc, Novi Sad, Forum, 1964. 78 str.
- Ветер приносить погожие дни. Составитель А. Романенко, переводчик  Ю. Левитанский (Youri Levitanski), Москва, Прогресс, 1964, 64 стр.
- Предвечерје. Избор, превод и препјев Сретен Перовиќ. Титоград: Графички завод, 1966. 115 стр.
- Ugnus-milestiba: dzeja. No makedoniešu valodas atdzejojis Knuts Skujenieks. Sakartojis Aleksandar Romanenko. Riga: Liesma, 1974. 103 str.
- Песме = Песни. Избор и предговор Георги Старделов; превод и препјев Сретен Перовић, Београд: Народна књига, 1974. 277 стр.
- Pjesma crne žene. Prevela Elina Elimova, Zagreb, August Cesarec, 1977. 39 str.
- Dugo dolaženje ognja. Izabrane pesme. Izbor Todor Čalovski. Prepev i pogovor Sreten Perović. Beograd: Rad (Reč i misao), 1977. 105 str.
- En chasse de ma voix. Choix et adaptation Djurdja Sinko-Depierris, Jean-Louis Depierris, Paris, Еditions Saint-Germains-des-Prés, 1978. 60 str.
- Naşterea cuvéntului. Selectiesi traducere de Ion Deaconesvu ; prefatâ si note Traian Nica. Cluj-Napoca: Dacia, 1981, 91 str.
- Пјесме. Превео и препјевао Сретен Перовић; изабрао и приредио Изет Муратспахиќ. Сарајево: Веселин Маслеша, 1984. 175 стр.
- Lector de cenizas. Presentación selectión i traucción por Aurora Marya Saavedra. Mèhico: Cuadernos Cara a Cara, 1987, 93 str.
- Шопов во светот, Шопов од светот. Избор и предговор Милош Линдро. Скопје: Македонска книга, 1993 (Избор, кн. 2).
- Anthologie personnelle. Poésie traduite du macédonien par Jasmina Šopova ; introduction d’Ante Popovski ; adaptation et postface d’Edouard J. Maunick. Paris: Actes Sud / Editions UNESCO, 1994, 143 str.
- Stigmate=Лузна. Edité par Jasmina Šopova. Skopje : Matica makedonska, 2001. 253 p.
- Senghor-Šopov : Parallèles / choix de la poésie :Jasmina Šopova. Introductions : Jasmina Šopova, Elhadj Abdoul Hamidou Sall, Lazarov Risto. Illustrations: Sanev Hristijan.- Skopje: Sigmapres, 2006.- 206 p. (étude comparative de la création poétique de Léopold Sédar Senghor et d'Aco Šopov et choix de leurs poésies, en macédonien et en français)
- Sol negro. Traducción de Luisa Futoransky. Prólogo y selección por Jasmina Šopova. Buenos Aires : Leviatán, 2011. 98 p.
- Geburt des Wortes = Naissance de la parole. Gedichte übersetzt aus dem Makedonischen von Ina Jun Broda ; Traduit du macédonien par Jasmina Šopova et Edouard J. Maunick. Struga: Sruga Poesieabende / Soirées poétiques de Struga, 2010. 92 str.
- The Word’s Nativity. Edited by Kata Ćulavkova. Skopje: St. Clement of Ohrid National and University Library, 2011. 196 p.
- Soleil noir = Schwarze Sonne. Préface = Vorwort: Jasmina Šopova. Differdange: Editions PHI, 2012. 121 str.
- Раждание на словото.- Подбор, превод, предговор Роман Кисьов.- Издателство „Авангард принт”, Русе, 2013.